# Ozero Izbasar
Ozero Izbasar är en saltsjö i Kazakstan. Den ligger i den norra delen av landet, 500 km nordväst om huvudstaden Astana. Arean är 2,6 kvadratkilometer.